# Josef Štěrba
Josef Štěrba (19. března 1841 Roudnice nad Labem – 16. září 1909 Litoměřice) byl český katolický kněz, 53. probošt litoměřické kapituly v letech 1907–1909.

## Kapitulní proboštství

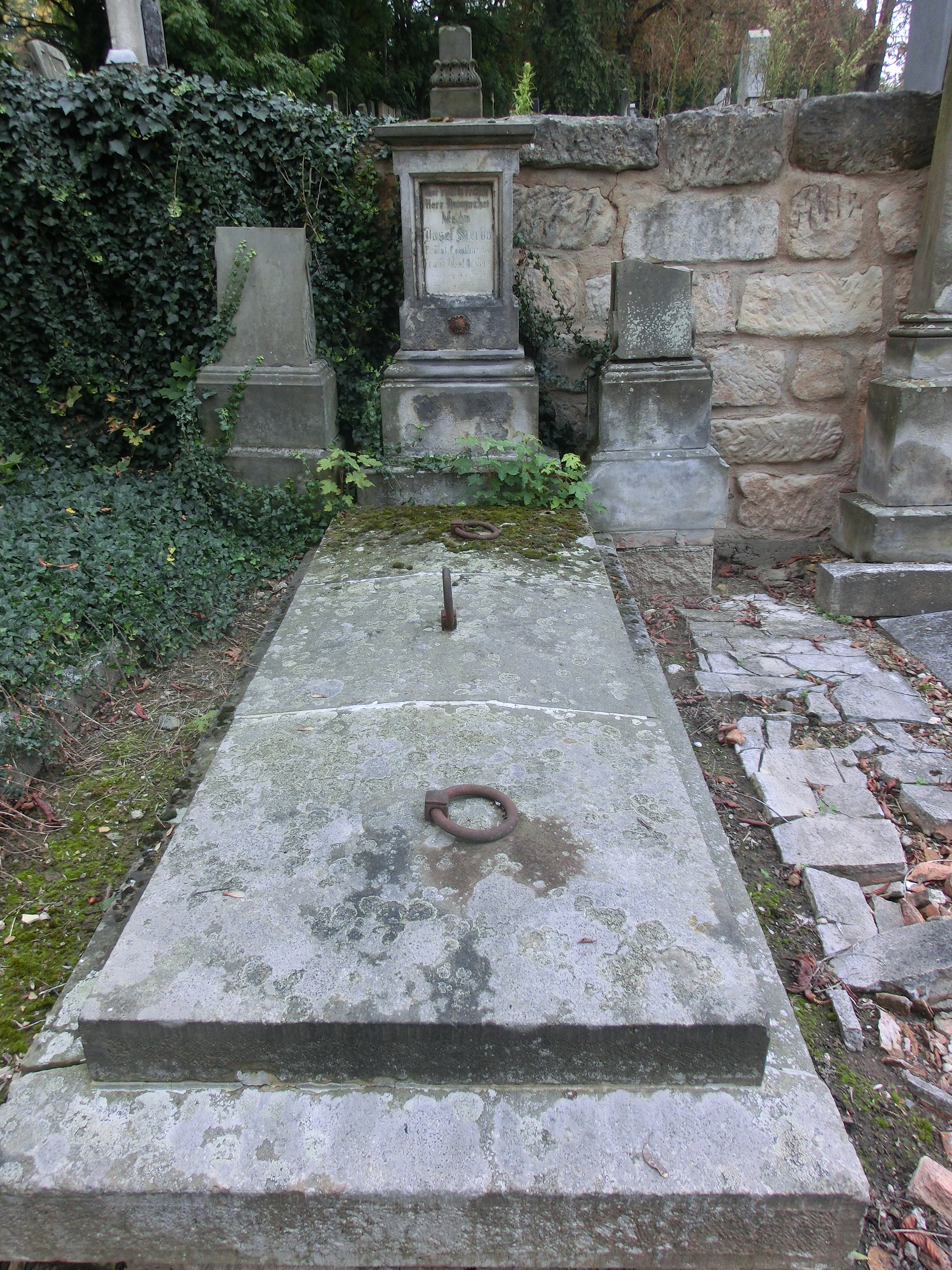
Hrob Mons. Josefa Štěrby na hřbitově v Litoměřicích

Kapitulní proboštství je funkce jejíž počátek je datován od roku 1057, kdy byla knížetem Spytihněvem II. v Litoměřicích založena kolegiátní kapitula, v jejímž čele stál probošt Lanc. Funkce probošta a s ní spojené kapitulní proboštství pak trvala až do roku 1655, kdy se z 52. probošta Maximiliana Rudolfa barona ze Schleinitz stal první litoměřický biskup. Kapitula se stala součástí litoměřického biskupství a v jejím čele stál kapitulní děkan.
Po více než 250 letech od zániku funkce, bylo v roce 1907 za episkopátu litoměřického biskupa Emanuela Jana Schöbela (1882–1909) znovu obnoveno kapitulní proboštství. Prvním držitelem této funkce se stal příslušník katedrální kapituly, cejnoviánský kanovník Josef Štěrba. Protože se jedná o funkci v kapitule, Štěrba si i po přijetí funkce probošta nadále podržel cejnoviánský kanonikát se všemi právy a povinnostmi, kterého z něho vycházejí.

## Životopisné údaje
Narodil se v Roudnici nad Labem 19. března 1841. Byl vysvěcen na kněze a stal se vynikajícím kazatelem. Působil jako administrátor chlapeckého semináře v Bohosudově. Později se stal vikářem při katedrále sv. Štěpána v Litoměřicích a v roce 1890 byl jmenován kanovníkem Katedrální litoměřické kapituly. Působil jako předseda biskupského soudu ve věcech manželských (oficiál), byl sekretářem litoměřického biskupa a jeho ceremonářem. Papežem byl jmenován domácím prelátem. V roce 1907 se stal 53. proboštem litoměřické kapituly. Zemřel 16. září 1909 v Litoměřicích.

## Beatifikace Zdislavy z Lemberka
K mnoha významným aktivitám na nichž se podílel, patří beatifikace Zdislavy z Lemberka. O tuto beatifikace požádal již v roce 1849 litoměřický biskup Augustin Bartoloměj Hille, avšak bezvýsledně. Dalším impulzem byla v roce 1895 aktivita faráře z Jablonného v Podještědí Josefa Tschörche, který požádal o potvrzení nepamětného kultu paní Zdislavy z Lemberka. Ve spolupráci litoměřického biskupa Emanuela Jana Schöbela, litoměřického kanovníka Josefa Štěrby a litoměřického dominikána Benedikta Kundráta byly vykonány všechny potřebné práce pro beatifikaci. Proces beatifikace byl dokončen 6. září 1900 a dodán Kongregaci pro svatořečení do Říma. Kongregace vyjádřila souhlas k procesu 27. srpna 1907 a papež Pius X. 28. srpna 1907 Zdislavu z Lemberka blahořečil.